# سوگاندیپورام
سوگاندیپورام (به لاتین: Sugandipuram) یک منطقهٔ مسکونی در سری‌لانکا است که در استان شمالی (سری‌لانکا) واقع شده‌است.